# Francesc Vendrell Bayona
Francesc Vendrell Bayona (Barcelona, 26 de mayo de 1949-Sitges, Barcelona, 22 de febrero de 2025) fue un político español.

## Biografía
Nació en Barcelona (1949). Tras completar los estudios de dirección de empresas en el Instituto de Estudios Superiores de la Empresa (IESE) trabajó en el sector editorial (1983-1995). Fue militante del Centro Catalán, donde fue secretario de Organización (1976-1979), y de Centristes de Catalunya-UCD, donde fue secretario de Política Municipal (1979-1982). En 1994 militó en el Partido Popular (PP).
Ha sido Director General de Relaciones con las Cortes (1996-1999), Vicesecretario general de Política Sectorial del Partido Popular de Cataluña (PPC) (2000-2002), y vicesecretario general de coordinación y acción política del PPC (2002). Ha sido elegido diputado en las elecciones al Parlamento de Cataluña de 1999, 2003 y 2006. Fue el hombre de confianza de Josep Piqué. Ha sido portavoz del Grupo Parlamentario del Partido Popular de Cataluña en el Parlamento de Cataluña (2003-2007). Fue uno de los ponentes del Estatuto de Autonomía de Cataluña de 2006 y miembro de la Comisión del Sindic. En 2010 renunció al escaño y unos meses después nombrado director de Consumo y Territorio del Síndic de Greuges, Rafael Ribó.
Recibió la Medalla de Honor de la Universidad Internacional de València (2019).
Falleció el 22 de febrero de 2025, a los 75 años.